# Lophoturus judsoni
Lophoturus judsoni är en mångfotingart som beskrevs av Nguyen Duy-Jacquemin 2002. Lophoturus judsoni ingår i släktet Lophoturus och familjen Lophoproctidae. Inga underarter finns listade i Catalogue of Life.